# Pterogramma orthoneura
Pterogramma orthoneura är en tvåvingeart som först beskrevs av Arnold Spuler 1925.  Pterogramma orthoneura ingår i släktet Pterogramma och familjen hoppflugor.
Artens utbredningsområde är Costa Rica. Inga underarter finns listade i Catalogue of Life.